# Колядо, Фёдор Ефимович

Место гибели Ф. Колядо

Фёдор Ефимович Колядо (1898 — 15 ноября 1919) — активный участник Гражданской войны в России.

## Биография
Родился в селе Екатериновка Ростовского уезда Ярославской губернии в семье крестьянина-батрака.
В 1912 году Колядо с семьей переехал в Сибирь. В 1916 году призван в армию, служил в Новониколаевске, Мариинске, Иркутске. В октябре 1917 года бежал из армии, принимал активное участие в борьбе за власть Советов в районе Кулунды и Славгорода. Участвовал в подавлении каменского мятежа (февраль-март 1918 года), в защите Барнаула. Командовал полком «Красных орлов» в армии Мамонтова. Был дважды арестован, бежал из под стражи. Погиб в Солоновском бою в ноябре 1919 года.
Преемник на посту командира полка — Неборак Александр Андреевич.